# Betsileo
Els betsileos són un grup ètnic de les terres altes de Madagascar, el tercer més gran en termes de població, amb al voltant de 1,5 milions d'individus, i constitueixen al voltant del 12,1 per cent de la població malgaix. Van triar el seu nom, que significa «Els Molts Invencibles», després d'una fallida invasió del rei Ramitraho del regne Menabe a principis del segle xix.
Els betsileos habiten el sud de l'altiplà de Madagascar. El seu territori tradicional s'estén des del nord del riu Mania al nord fins al peu del massís d'Andringitra al sud; a l'oest fins Bongolava i a l'est fins al bosc oriental de l'illa, ocupat per la tribu tanala. La major part de la regió Betsileo es troba dins dels límits de la província malgaix de Fianarantsoa, on es troba la capital del mateix nom. Tradicionalment, el seu territori i la seva gent es divideixen en tres grups principals. El Betsileo Nord (o Fisakana) està definit pels rius Ivato i Manandona al nord i els rius Sahanivotry i Mania al sud. El Betsileo Central (o Manandriana) es troba entre els rius Ivato i Matsiatra. El Betsileo Sud és tot el territori Betsileo al sud del riu Matsiatra (Isandra, Lalangina, Iarindrano i Andringitra).
Els diferents regnes Betsileo (Fandriana, Fisakana, Manandriana, Isandra, etc.) existien independentment els uns dels altres, amb tradicions orals que es remunten al segle xvii. Una gran part del poble betsileo va ser convertida en esclaus i comerciada al país o venuda als traficants d'esclaus europeus. Radama I va fer de Fianarantsoa la capital administrativa del poble betsileo central i meridional. El nord estava unit a Antsirabe. Així, els betsileos van començar com a grup el segle xix, com una subdivisió administrativa del govern malgaix.

## Societat
La identitat dels betsileos està estretament associada a la cultura Merina, ja que tots dos són grups d'habitants de les Terres altes centrals. La seva estructura social està determinada per un sistema molt complex de parentiu. Hi ha una estreta relació entre els membres de la família que impregna la societat fins al nivell dels rols administratius i els treballs, ja que la majoria dels betsileo estan obligats a unir-se als seus familiars en l'ocupació i tasques familiars. També hi ha un èmfasi considerable en el paper de la gent gran com a líders de la comunitat. Els ancians de la comunitat sovint tenen més autoritat que els que ocupen càrrecs formals en el govern.
La societat Betsileo està influenciada per una llarga història d'esclavitud abans de la seva abolició durant la colonització francesa. Els betsileo tenen un complex sistema d'organització social determinat a través d'una sèrie de estratificacions. L'estructura d'estatus està determinada principalment per l'ascendència de la família d'un individu. L'estatus va ser històricament dividit entre Andriana (nobles), Hova (plebeus lliures) i Andevo (esclaus), sent aquest últim un terme altament estigmatitzat per a la classe social més baixa de la societat betsileo contemporània.
Des de l'arribada dels missioners europeus el segle xix, gran part de la població malgaix s'ha convertit al cristianisme. La majoria dels betsileo són protestants o catòlics, però encara s'observen moltes de les tradicions ancestrals i principis religiosos, sovint juntament amb les pràctiques cristianes o en concert amb elles. Les creences precristianes dels betsileos reconeixien un regne sobrenatural d'esperits ancestrals, fantasmes i esperits de la naturalesa similar a l'animisme practicat en altres parts del món. Una deïtat creadora anomenada Zanahary encara és invocada per a propòsits cerimonials. Les influències contraposades del monoteisme europeu i la religió autòctona de Madagascar van donar lloc a un sistema únic de costums religiosos en què les pràctiques cristianes i els principis tradicionals es combinaven en cerimònies i creences. Una de les cerimònies més significatives que encara es porta a terme és la famadihana, durant la qual les restes dels avantpassats del bestileos són tretes de les seves tombes i embolicades en llenços nous. Es poden trobar cerimonials religiosos similars a Toraja, entre els diak de Kalimantan i en d'altres llocs d'Indonèsia.